# Schlittenweg Nestelberg–Ebnisee
Der Schlittenweg Nestelberg–Ebnisee war im 18. Jahrhundert im Schwäbischen Wald ein eigens zum Zweck des Holztransports mit Schlitten angelegter Weg. Er führte vom Nestelberg zum Ebnisee, von wo das Holz über die Wieslauf durch Flößen weitertransportiert wurde.

## Hintergrund und Entstehung
In einem herzöglichen Dekret aus dem Jahre 1715 erließ Herzog Eberhard Ludwig von Württemberg an den herzoglichen Forstmeister von Gaisberg: „In Stuttgart und Ludwigsburg würde Holz, viel mehr Holz benötigt. Im Schwäbischen Wald gebe es genügend Holz, deshalb solle dort abgeholzt werden. Und wie das Holz nach Stuttgart gebracht werde, das sei das Problem der Forstleute. Anbieten würde sich ja die Rems.“ Geeignete überörtliche Straßen für den Holztransport existierten noch nicht. Wirtschaftlichster Transportweg war zu dieser Zeit der Wasserweg.
Der Grund für den stark steigenden Holzbedarf waren die Schloss-Neubauten (Schloss Solitude, Residenzschloss Ludwigsburg, Lustschloss Favorite, Seeschloss Monrepos). Es begannen ersten Versuche mit der Remsflößerei. Die Wälder rechts und links der Rems konnten den Bedarf an Holz auf Dauer aber nicht decken. Deshalb wurde ein Holzeinschlag im Welzheimer Wald in Erwägung gezogen. Es erging unter Herzog Carl Eugen von Württemberg 1744 ein Dekret: „Es müsse ein Stausee errichtet werden. Ihm ginge das Holz zu langsam von den Höhen des Schwäbischen Waldes herunter.“
Im Jahr 1745/46 wurde die Wieslauf (ein rechter Nebenfluss der Rems) durch Anstauen des Ebnisees als Schwellsee flößbar gemacht. Jeden Winter konnte so auf der Wieslauf ungefähr sechs Tage lang Holz zu den Holzlandeplätzen an der Rems in Waiblingen und Neckarrems geflößt werden.
Um die Holzanlieferung aus einem weiten Gebiet um den Ebnisee zu ermöglichen, entstanden um diese Zeit sehr viele Schlittenwege im Schwäbischen-Fränkischen Wald. Deren längster war der 26 km lange Schlittenweg vom Nestelberg im Schmiedelfelder Forst oberhalb Sulzbachs am Kocher bis zum Ebnisee. Erstmals erwähnt wird der Schlittenweg vom Gschwender Pfarrer und deutschen Historiker Heinrich Prescher 1789. Im vierten Abschnitt seiner Beschreibung der Reichsgrafschaft Limpurg beschreibt er dies so:
„Das Hallische Bedürfnis [nach Holz] würde auch den Vorrath lange nicht erschöpfen. Es gibt daher über den innländischen starken Verbrauch noch andre Zweige des Holzhandels, mit denen sich der Landmann nützlich beschäftigt.“ Eine neue „Aussicht für das Limpurgische Holz-Commerz“ eröffne der „neuangelegte Schlittenweg aus dem Schmidelfelder Forst ins Wirtembergische“. Auf diesem seien „im Winter zwischen 1787 und 88 erstmals […] mehrere hundert Klafter, theils herrschaftliches, theils kirchenräthliches Holz, bis zur Floßstätte fortgeliefert worden“.
„Überhaupt fehlet es zu einem Verkehr mit den Nachbarn an recht brauchbaren Heerstrasen. […] Ein eigner Schlittenweg, der aber ausser der Winterszeit gesperrt ist, ist vom Nestelberg, im Schmidelfelder Forst an, bis zur Floßstätte bey dem Floßsee, ohnweit der Ebne, für herrschaftliches nach Stuttgard bestimmtes Holz angelegt worden. Er läuft nach der Länge eines großen Bergrückens, bald auf, bald abwärts, an die fünf Stunden Wegs oder dritthalb deutsche Meilen fort, nordwärts von Gschwend vorbey, im Steineforst, südwärts von Kirchen-Kirnberg eine ziemliche Anhöhe hinauf, und nordwärts an Kaysersbach vorbey. Unterwegs sind gewisse Stationen gemacht, wo die mit einem Pferd oder zwey Ochsen bespannten leichten, mit Holz befrachteten Schlitten, gegen leere ausgetauscht werden; die leeren gehen so von Station zu Station bis zur Ladstätte, die befrachteten aber mit stets erneuertem Vorspann bis zur Floßstätte. Aufseher haben darauf zu sehen, daß diese Mechanik nicht in Unordnung geräth.“
Ähnliche Wege gab es bereits, z. B. im Schwarzwald und im Pfälzerwald.

## Nutzung
Für den Holztransport ab Nestelberg war eine beachtliche Entfernung und ziemliche Höhenunterschiede zu überwinden. Für die Bewältigung der gesamten Weglänge wurden ungefähr fünf Stunden benötigt. Die Erbauer verstanden es, Gefällstrecken geschickt auszunützen und allzu große Steigungen zu vermeiden. Die Schlitten wurden von einem Pferd oder zwei Ochsen gezogen. Unterwegs gab es mehrere Stationen, bei denen volle gegen leere Schlitten getauscht werden konnten. Für die Überwindung von Steilstrecken war ein Vorspann mit zusätzlichen Tieren möglich. Vom 530 m ü. NN gelegenen Ablageplatz aus wurde das Holz auf einer ungefähr 400 m langen „Riese“ zum 60 m tiefer gelegenen Lager- und Stapelplatz zwischen der Gausmannsweiler Sägmühle und dem Ebnisee „gerutscht“. Jährlich wurden mehr als 4000 Klafter (14.640 Raummeter) Holz geflößt.
Der Schlittenweg war auf voller Länge 66 Jahre lang in Betrieb. Der Bau der Bahnstrecke Stuttgart-Bad Cannstatt–Nördlingen brachte 1862 das Aus für die Remstalflößerei. Schon 1861 war das Ende für die Flößerei auf der Wieslauf gekommen. Bis zum Ende der Flößerei wurde nur noch der westliche Teilabschnitt des Schlittenweges ab Kaisersbach genutzt. Um diese Zeit begann der Energieträger Kohle das Holz in seiner Rolle zu verdrängen, und der Schlittenweg wurde nicht mehr entsprechend genutzt.

## Verlauf
Nestelberg–Hohenohl

Der Schlittenweg Nestelberg–Ebnisee war ein einfacher, zwei Meter breiter Erdweg. Der Streckenabschnitt Nestelberg–Hohenohl hat eine Länge von ca. 6 km und überwindet einen Höhenunterschied von etwa 70 m (Nestelberg ca. 460 m ü. NN, Hof Hohenohl ca. 530 m ü. NN). Der Schlittenweg ist in diesem Abschnitt weder im Gelände noch auf Karten zu erkennen. Beim Bau der durch das Waldgebiet von Sulzbach/Kocher nach Rotenhar am Nordrand der Frickenhofer Höhe führenden K 2635 wurde wohl seine Trasse für die neue überörtliche Verbindungsstraße benutzt.
Hohenohl–Waldhaus

Der von Hohenohl an der Straße L 1080 Rotenhar–Gschwend (530 m ü. NN) zum Waldhaus an der B 298 Gschwend–Gaildorf (510 m ü. NN) reichende Streckenabschnitt führt durch den Waldteil „Schlittenrain“ und misst etwa 2,5 km Wegs. Die TK25 hat hier an der Trasse die Beschriftung „Schlittenweg“.

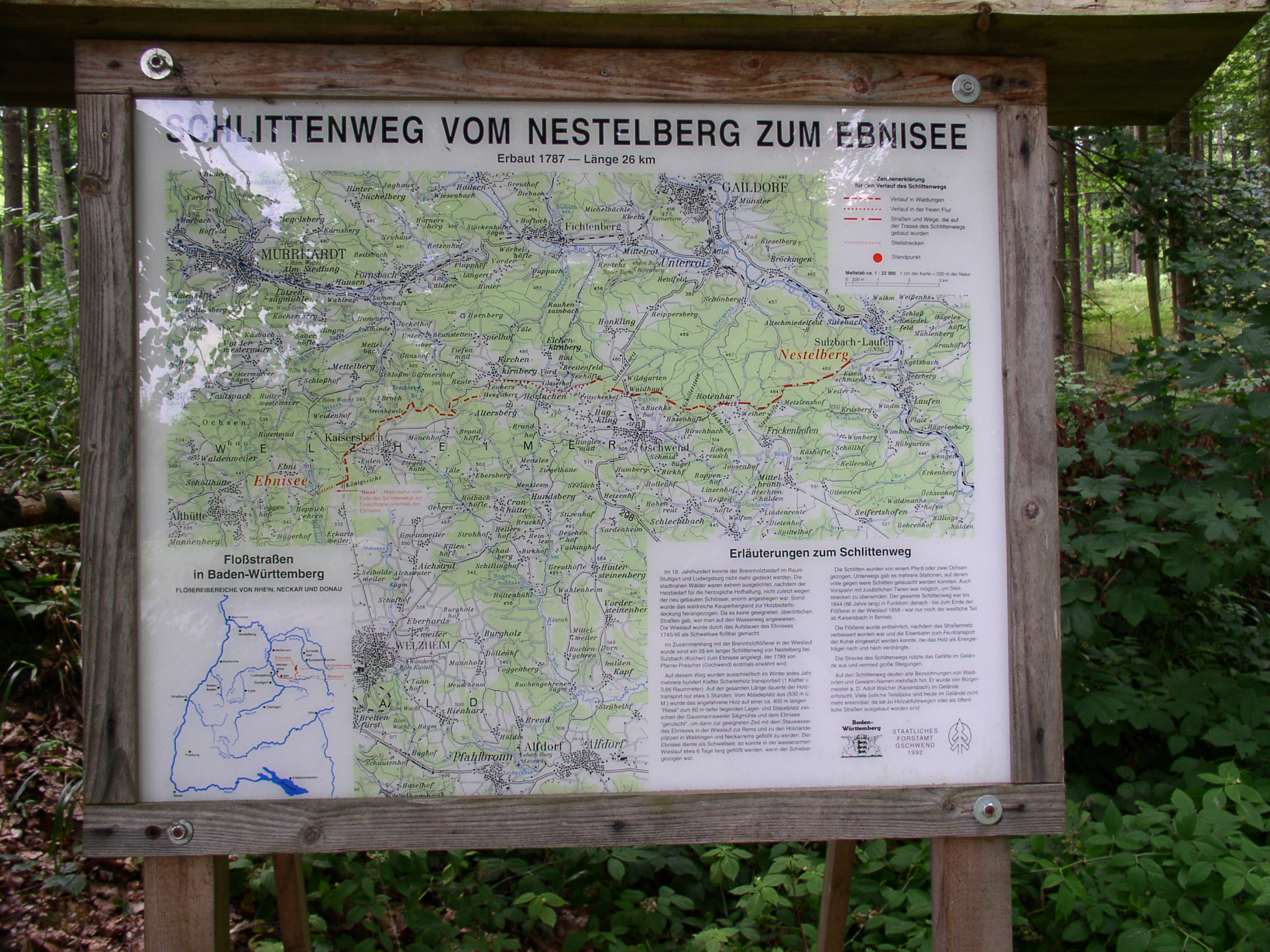
Informationstafel aus neuerer Zeit über den Schlittenweg

Waldhaus (Steinenforst)–Waldteil Fallenwies

Auf der Strecke von Waldhaus nach Kirchenkirnberg lässt sich der Schlittenweg als einfacher Erdweg weder im Waldteil Weinhalde, noch auf der freien Flur der am Fuße eines langgezogenen Nordhanges gelegenen Ortsteile Lämmershof, Gläserhof, Krämersberg und Vögelesreute erkennen. Im Waldstück Weinhalde unmittelbar westlich von Waldhaus wird die ehemalige Trasse wohl von einem oder mehreren der heute bestehenden Verbindungs- und Waldwege genutzt. Über offene Flur verlief der Schlittenweg vermutlich ohne ausgezeichnete Trasse. Im Waldteil Kirchwäldle unterhalb Leukers, südlich von Kirchenkirnberg, ist der Schlittenweg in Teilstücken wieder deutlich zu erkennen. Er führt von dort den Waldteil „Fallenwies“ hinauf. Die Länge dieser Strecke beträgt 7 km. Höhenangaben für die wichtigsten Punkte: Waldhaus 510 m ü. NN, Vögelesreute 470 m ü. NN, Waldteil Kirchwäldle 475 m ü. NN, Höhe Waldteil Fallenwies 530 m ü. NN, Überquerung der L 1150 beim Waldteil Killengehren 520 m ü. NN.
Waldteil Fallenwies–Königseiche

Unterhalb der L 1150 und der Grenze der Waldabteilungen Fallenwies und Killengehren zweigt der Schlittenweg von dem oben erwähnten Waldsträßchen nach links ab. Hier wird erstmals der Schlittenweg in seiner ursprünglichen Form sehr gut als einfacher, zwei Meter breiter Erdweg sichtbar, der von seinen Erbauern mit großem Einfühlungsvermögen unter bestmöglicher Ausnützung des Geländes geplant und in die Waldlandschaft eingefügt wurde. In eleganten Schwüngen werden Höhen und Taleinschnitte (Klingen) umgangen, um größere Steigungen und Brücken zu vermeiden. Vom Waldteil Fallenwies bis zur Königseiche beträgt die Wegstrecke ungefähr 8 km. Es wird insgesamt eine Steigung von 35 m überwunden. Höhenangaben für die wichtigsten Punkte: Einfahrt Waldsträßchen an L 1150 (Fallenwies und Killengehren) 520 m ü. NN, Fritzenwiesle 505 m ü. NN, Steinhäusle 515 m ü. NN, Waldteil Schlittenweg 525 m ü. NN, Privatwald Kugler 540 m ü. NN, Junger Forst 550 m ü. NN und Königseiche 555 m ü. NN.
Königseiche–Abladeplatz im Waldteil Gläsersteig

Die Königseiche liegt an der L 1150, wo diese von Norden aus dem Wald ins Gausmannsweiler Feld heraustritt. Hier liegt der Scheitelpunkt des Schlittenwegs (555 m ü. NN), hier kreuzt er auch den Limes, zeitweilige Grenze des römischen Weltreiches, von dem keinen Kilometer weiter nördlich im Wald deutliche Spuren erhalten sind. An der Königseiche verläuft die Markungsgrenze zwischen Kaisersbach und Welzheim. Von ihr führt der Schlittenweg noch ein kurzes Stück mit leichtem Gefälle westwärts zu dem 500 m entfernten Abladeplatz im Waldteil Gläsersteig. Von diesem aus (530 m ü. NN) wurde das angefahrene Holz auf einer ungefähr 400 m langen „Riese“ zum 60 m tiefer liegenden Lager- und Stapelplatz zwischen der Gausmannsweiler Sägmühle und dem Ebnisee „gerutscht“. Die Lage des Abladeplatzes am Ende des Schlittenwegs und der Verlauf der „Riese“ ist in der von Geometer C. Schaber gefertigten ersten Flurkarte von 1831 (sogenannte Urkarte) deutlich eingezeichnet.

## Einzelbelege und Quellen
- Informationstafel am Schlittenweg

1. ↑  Geschichte des Ebnisees (Memento vom 9. Februar 2009 im Internet Archive)
2. ↑  Prescher I, S. 51f
3. ↑  Prescher I, S. 53
4. ↑  Prescher I, S. 53
5. ↑  Prescher I, S. 59f
6. 1 2  Auf der TK25 abgemessen.
7. ↑  Siehe bei Literatur
8. ↑  Die Königseiche wurde wohl zu Ehren des Königs Wilhelm I. von Württemberg (1816–1864) gepflanzt und hat ein Alter von mindestens 150 Jahren.